# Hsp70
Les proteïnes de xoc tèrmic de 70 KDa o Hsp70 són proteínes de xoc tèrmic expressades ubiquament i presents en tots els organismes vivents. Implicades en el plegament de proteínes,i per tant, necessàries per al correcte desenvolupament de la fisiologia cel·lular. Són especialment abundants en la resposta a l'estrès tèrmic i d'altres tipus. La seva funció és la de xaperona molecular, estabilitzant proteïnes en estats de plegament parcial, com per exemple durant el transport de membrana. Els gens codificants de membres de la família de proteïnes són sobreexpresats en presència d'estrès tèrmic o en presència de tòxics com l'arsènic, cadmi, mercuri, coure,etc. La Hsp70 va ser descobert per Ritossa mitjançant anàlisi d'estructura de l'ADN: a causa de l'alta transcripció de les zones que contenen aquests gens, la cromatina es troba especialment laxa allí on es localitzen. Això va ser més tard descrit com "Resposta de xoc tèrmic" i d'aquí bé el nom d'aquestes proteïnes.

## Estructura
Quant a l'estructura, les proteïnes Hsp70 consten de tres dominis funcionals: 
- Un domini ATPasa en la seva N terminal. Uneix ATP (adenosín trifosfat) i ho hidrolitza a ADP i fòsfor inorgànic. Aquest fet modifica la conformació dels seus altres dos dominis.
- Domini d'unió al substrat. Conté aminoàcids neutres i hidròfobs. És capaç d'interaccionar amb cadenes peptídiques d'altres proteïnes de fins a 7 residus de longitud.
- Un domini C-terminal en alfa hèlix, que intervé com a tapa per al domini d'unió al substrat; en presència d'ATP en la proteïna, la tapa està en una posició tal que permet la unió i alliberament dels pèptids amb facilitat, mentre que quan existeix ADP la conformació és diferent, tancant el buit d'unió i atrapant al pèptid en qüestió.

## Activitat i Regulació
L'activitat ATPasa de les Hsp70 és feble en absència de substrat, pel que habitualment està en conformació oberta interaccionant amb proteïnes. Proteïnes que, conforme emergeixen del ribosoma, són reconegudes per la xaperona en els seus residus hidrofòbics. L'alliberament és reversible i fàcil a causa de la presència d'ATP en Hsp70 i, per tant, al seu estat obert. No obstant això, un reconeixement de major afinitat dona temps perquè l'activitat ATPasa tingui lloc, atrapant al pèptid unit a la xaperona. Més encara, en presència de coxaperones de domini J, com la Hsp40 en eucariotes i la DnaJ en procariotes, l'activitat ATPasa s'incrementa dramàticament. D'aquesta manera, el pèptid sortint del ribosoma està estabilitzat per la interacció amb xaperones del tipus Hsp70, impedint la seva agregació i pèrdua de funcionalitat. Aleshores, quan la proteïna ha acabat de sintetitzar-se, el factor d'intercanvi de nucleòtids BAG-1 i el HspBP1 estimulen l'alliberament del ADP i la recaptura d'ATP per part d'Hsp70, la qual cosa indueix l'alliberament de la proteïna, que és transferida a altres xaperones per a continuar amb el seu plegament. Existeix una proteïna, HOP, que actua d'intermediari entre l'alliberament de la proteïna per part de Hsp70 i la seva transferència a Hsp90, altra xaperona que continua amb el procés de plegament.
Les proteïnes Hsp70 protegeixen a les cèl·lules de l'estrès tèrmic i oxidatiu a causa del fet que són capaces d'evitar parcialment la pèrdua d'estructura de les proteïnes (en cas de no ser així, agregarien). La unió temporal d'aquestes xaperones als residus hidrofòbics impedeix aquesta agregació i facilita el plegament. Cal dir que les concentracions baixes d'ATP són comunes en els casos d'estrès tèrmic, suggerint un estat de supressió de l'agregació, mentre que la recuperació de l'estrès involucra el reciclat de nucleòtids. La Thermotoga marítima Hsp70 actua d'acord amb les condicions redox, suggerint que existeix algun sensor que fa transducció de senyals de modulació d'activitat a les xaperones.
Finalment, Hsp70 intervé en la degradació de proteïnes defectives mitjançant interacció amb XIP i la ligasa d'ubiquitina I3, és a dir, la ruta del proteosoma.

## Tipus
Els procariotes presenten 3 proteïnes Hsp70: DnaK, HscA (Hsc66), i HscC (Hsc62).
Els eucariotes expressen diverses Hsp70 lleugerament diferents: 
- Hsc70 (Hsp73/HSPA8), d'expressió constitutiva. Constitueix el 3% de les proteïnes totals de la cèl·lula.
- Hsp72 (*HSPA1A) indicible per estrès tèrmic i oxidatiu.
- Proteïna d'unió a immunoglobulina (BiP or Grp78), present en el reticle endoplasmàtic, se sobreexpresa en cas d'estrès o depleció energètica.
- mtHsp70 o Grp75, la Hsp70 mitocondrial.

La següent taula mostra Hsp70 humanes: 

| gen     | proteïna  | sinònims       | localització |
| ------- | --------- | -------------- | ------------ |
| HSPA1A  | Hsp70-1a  | HSP70-1, Hsp72 | Nucli/Cito   |
| HSPA1B  | Hsp70-1b  | HSP70-2        | Nuc/Cito     |
| HSPA1L  | Hsp70-1L  |                | ?            |
| HSPA2   | Hsp70-2   |                | ?            |
| HSPA4   | Hsp70-4   |                | ?            |
| HSPA4L  | Hsp70-4L  |                | ?            |
| HSPA5   | Hsp70-5   | BiP/Grp78      | RE           |
| HSPA6   | Hsp70-6   |                | ?            |
| HSPA7   | Hsp70-7   |                | ?            |
| HSPA8   | Hsp70-8   | Hsc70          | Nuc/Cito     |
| HSPA9   | Hsp70-9   | Grp75/mtHsp70  | Mito         |
| HSPA12A | Hsp70-12a |                | ?            |
| HSPA14  | Hsp70-14  |                | ?            |